# L'Exploit d'un éclaireur
Pour plus de détails, voir Fiche technique et Distribution.
L'Exploit d'un éclaireur (Подвиг разведчика, Podvig razvedtchika) est un film soviétique réalisé par Boris Barnet, sorti en 1947. 

## Fiche technique
- Titre original : Подчиг разведчика
- Titre français : L'Exploit d'un éclaireur[1]
- Réalisation : Boris Barnet
- Scénario : Mikhaïl Bleïman, Konstantin Issaïev, Mikhaïl Makliarski
- Photographie : Daniil Demoutski
- Musique : Oskar Sandler, Dmitri Klebanov
- Pays d'origine : URSS
- Format : Noir et blanc - 35 mm - Mono
- Genre : drame
- Durée : 92 minutes
- Date de sortie : 1947

## Distribution
- Pavel Kadotchnikov : Alexeï Fedotov
- Amvrossi Boutchma : Grigori Lechtchouk
- Viktor Dobrovolski
- Dmytro Milioutenko : Berejnoï
- Sergueï Martinson : Willi Pommer
- Mikhaïl Romanov : Erich von Rummelsburg
- Piotr Arjanov : Karpovski
- Boris Barnet : von Kuhn
- Elena Izmaïlova : Theresa Gruber
- Valentina Oulessova : Nina
- Sergueï Petrov : Astakhov
- Viktor Khalatov : Friedrich Pommer
- Valeria Draga-Soumarokova : Frau Pommer
- Alexeï Bykov : Medvedev